# Dhanpal Ganesh
Dhanpal Ganesh (Chennai, 13 giugno 1994) è un calciatore indiano, centrocampista svincolato.

## Carriera

### Club
Nel 2015 firma con in Chennayin nella seconda edizione della Indian Super League ma a seguito della rottura del legamento crociato anteriore non scende mai in campo.

### Nazionale
Nel 2015 ha esordito in nazionale.

## Statistiche

### Presenze e reti nei club
| Stagione          | Squadra           | Campionato        | Campionato | Campionato | Coppe nazionali | Coppe nazionali | Coppe nazionali | Coppe continentali | Coppe continentali | Coppe continentali | Altre coppe | Altre coppe | Altre coppe | Totale | Totale |
| Stagione          | Squadra           | Comp              | Pres       | Reti       | Comp            | Pres            | Reti            | Comp               | Pres               | Reti               | Comp        | Pres        | Reti        | Pres   | Reti   |
| ----------------- | ----------------- | ----------------- | ---------- | ---------- | --------------- | --------------- | --------------- | ------------------ | ------------------ | ------------------ | ----------- | ----------- | ----------- | ------ | ------ |
| 2011-2012         | Pune              | IL                | 2          | 0          | -               | -               | -               | -                  | -                  | -                  | -           | -           | -           | 2      | 0      |
| 2012-2013         | Palian Arrows     | IL                | 18         | 0          | -               | -               | -               | -                  | -                  | -                  | -           | -           | -           | 18     | 0      |
| 2013-2014         | Pune              | IL                | 12         | 0          | -               | -               | -               | AFC                | 1                  | 0                  | -           | -           | -           | 13     | 0      |
| 2014-2015         | Pune              | IL                | 16         | 0          | -               | -               | -               | -                  | -                  | -                  | -           | -           | -           | 16     | 0      |
| Totale Pune       | Totale Pune       | Totale Pune       | 30         | 0          |                 | -               | -               |                    | -                  | -                  |             | -           | -           | 30     | 0      |
| 2016              | Chennaiyin        | ISL               | 0          | 0          | -               | -               | -               | -                  | -                  | -                  | -           | -           | -           | 0      | 0      |
| 2016-2017         | Chennai City      | IL                | 17         | 1          | SC              | 1               | 0               | -                  | -                  | -                  | -           | -           | -           | 18     | 1      |
| 2017-2018         | Chennaiyin        | ISL               | 14+3       | 1+1        | SC              | 1               | 0               | -                  | -                  | -                  | -           | -           | -           | 18     | 2      |
| 2018-2019         | Chennaiyin        | ISL               | 0          | 0          | SC              | 4               | 0               | AFC Cup            | 6                  | 0                  | -           | -           | -           | 10     | 0      |
| 2019-2020         | Chennaiyin        | ISL               | 5          | 0          | SC              | 0               | 0               | -                  | -                  | -                  | -           | -           | -           | 5      | 0      |
| 2020-2021         | Chennaiyin        | ISL               | 8          | 0          | -               | -               | -               |                    | -                  | -                  | -           | -           | -           | 8      | 0      |
| 2021-2022         | Chennaiyin        | ISL               | 0          | 0          | -               | -               | -               |                    | -                  | -                  | DC          | 0           | 0           | 0      | 0      |
| Totale Chennaiyin | Totale Chennaiyin | Totale Chennaiyin | 30         | 2          |                 | 5               | 0               |                    | 6                  | 0                  | -           | -           | -           | 41     | 2      |
| Totale carriera   | Totale carriera   | Totale carriera   | 95         | 3          |                 | 6               | 0               |                    | 7                  | 0                  | -           | -           | -           | 108    | 3      |

#### Cronologia presenze e reti in nazionale
| Cronologia completa delle presenze e delle reti in nazionale ― India | Cronologia completa delle presenze e delle reti in nazionale ― India | Cronologia completa delle presenze e delle reti in nazionale ― India | Cronologia completa delle presenze e delle reti in nazionale ― India | Cronologia completa delle presenze e delle reti in nazionale ― India | Cronologia completa delle presenze e delle reti in nazionale ― India | Cronologia completa delle presenze e delle reti in nazionale ― India | Cronologia completa delle presenze e delle reti in nazionale ― India |
| Data                                                                 | Città                                                                | In casa                                                              | Risultato                                                            | Ospiti                                                               | Competizione                                                         | Reti                                                                 | Note                                                                 |
| -------------------------------------------------------------------- | -------------------------------------------------------------------- | -------------------------------------------------------------------- | -------------------------------------------------------------------- | -------------------------------------------------------------------- | -------------------------------------------------------------------- | -------------------------------------------------------------------- | -------------------------------------------------------------------- |
| 17-3-2015                                                            | Kathmandu                                                            | Nepal                                                                | 0 – 0                                                                | India                                                                | Qual. Mondiali 2018                                                  | -                                                                    | 87’                                                                  |
| 11-6-2015                                                            | Bangalore                                                            | India                                                                | 1 – 2                                                                | Oman                                                                 | Qual. Mondiali 2018                                                  | -                                                                    | 60’                                                                  |
| 16-6-2015                                                            | Hagåtña                                                              | Guam                                                                 | 2 – 1                                                                | India                                                                | Qual. Mondiali 2018                                                  | -                                                                    | 46’                                                                  |
| 31-8-2015                                                            | Pune                                                                 | India                                                                | 0 – 0                                                                | Nepal                                                                | Qual. Mondiali 2018                                                  | -                                                                    |                                                                      |
| 8-9-2015                                                             | Bangalore                                                            | India                                                                | 0 – 3                                                                | Iran                                                                 | Qual. Mondiali 2018                                                  | -                                                                    | 15’                                                                  |
| 13-8-2016                                                            | Thimphu                                                              | Bhutan                                                               | 0 – 3                                                                | India                                                                | Amichevole                                                           | -                                                                    | 49’                                                                  |
| 28-3-2017                                                            | Yangon                                                               | Birmania                                                             | 0 – 1                                                                | India                                                                | Qual. Coppa d'Asia 2019                                              | -                                                                    | 80’                                                                  |
| Totale                                                               |                                                                      | Presenze                                                             | 7                                                                    |                                                                      | Reti                                                                 | 0                                                                    |                                                                      |

## Palmarès

### Club

#### Competizioni nazionali
- Indian Super League: 2

Chennaiyin: 2015, 2017-2018